# Mark Romanek
Mark Romanek (Chicago, 18 settembre 1959) è un regista, sceneggiatore e produttore cinematografico statunitense.

## Biografia

### Gli inizi
Dopo aver visto 2001: Odissea nello spazio di Stanley Kubrick nel 1968, e dopo averlo rivisto nel 1973, decise di diventare un regista. Romanek sperimentò la regia in Super 8 mm e 16mm in gioventù, mentre stava per diplomarsi alla New Trier High School, un liceo statale a nord di Chicago che offrì un programma quadriennale di produzione e teoria cinematografica. Alla New Trier Romanek studiò con il maestro Kevin Dole, regista locale che stava anche creando una propria forma di video musicale a metà degli anni settanta. Poi Romanek s'iscrisse all'Ithaca College di Ithaca, e alla Roy H. Park School of Communications si laureò in Comunicazione con specializzazione in cinema e fotografia.
Romanek lavorò come secondo assistente di produzione con Brian De Palma, per il film Home Movies, autobiografia realizzata dal regista come esercizio per i suoi studenti al Sarah Lawrence College (dopo aver girato The Fury, come istruttore di produzione cinematografica). Sul set Romanek incontrò Keith Gordon, che interpretava l'alter ego di De Palma.
Gordon ricorda, a proposito dell'entrata di Romanek nella produzione cinematografica:

Noi cogliemmo l’occasione al volo quasi subito. Entrambi eravamo appassionati di Stanley Kubrick. Mi mostrò i suoi cortometraggi, che considerai davvero decenti e che avevano molto stile visuale. Ci scherzammo sopra un bel po', e proprio in quel momento diventammo buoni amici.»
Nel 1985 girò Static, scritto da Keith Gordon. Questi ebbe il ruolo di un uomo che dichiarava di aver inventato un set televisivo che mostrava dal vivo il Paradiso; al film partecipò anche Amanda Plummer. Static divenne di culto a Londra, dove Romanek iniziò anche a lavorare al suo primo video musicale nel 1986, per il gruppo new wave The The (anche nella colonna sonora di Static).

### Carriera musicale
Dopo pochi anni trascorsi a scrivere sceneggiature, Romanek decise di concentrarsi sui video musicali e firmò per la Satellite Films, divisione della Propaganda Films di David Fincher. Da allora cominciò a collaborare con molti musicisti di successo e di vari generi, e i suoi video hanno ricevuto buoni consensi e talvolta anche premi.
Uno dei suoi primi video fu quello per Closer, dei Nine Inch Nails, tanto acclamato quanto criticato a causa della sua iconografia disturbante, demoniaca e malsana (cosa che però rese il video molto popolare tra i fan del gruppo). Romanek lavorò ancora con i Nine Inch Nails per il clip di supporto a The Perfect Drug.
Il regista vinse nel 1996 il suo primo Grammy Award per il video di Scream (miglior video di breve durata), canzone nata dalla collaborazione tra Michael Jackson e sua sorella Janet. Costato 7 milioni di dollari, il clip di Scream è considerato il video più costoso della storia della musica. Romanek vinse un altro Grammy due anni dopo, per il video di Got 'Til It's Gone di Janet Jackson.
Nel 2002 Mark Romanek girò il video per Cochise degli Audioslave, in cui il gruppo si esibiva nel mezzo di un lungo spettacolo pirotecnico di intensità generalmente vista solo nei finali con fuochi d'artificio. Le esplosioni furono così rumorose, durante le riprese notturne nella San Fernando Valley, che poliziotti e pompieri della zona ricevettero centinaia di chiamate dagli abitanti convinti che vi fosse un attentato terroristico sotterraneo.
Nello stesso anno diresse un altro clip per Johnny Cash, per la sua cover di Hurt dei Nine Inch Nails. Molti fans e critici lo ritengono il video più introspettivo di sempre. La canzone parla della voglia di autodistruzione e della futilità dei beni materiali; questi contenuti furono spostati in tutt'altro contesto una volta cantate da Cash nei suoi ultimi anni di vita, che eseguì tranquillamente la canzone nella sua abitazione irta di memorabilia, con foto del museo House of Cash devastato da un'inondazione, e foto d'archivio di un Cash più giovane ed arrogante. Il video ebbe sette nomine agli MTV Video Music Awards, vincendone uno per la cinematografia, e Romanek fu premiato con un terzo Grammy.
Altri video girati da Romanek e che hanno ricevuto consensi e premi sono Are You Gonna Go My Way (Lenny Kravitz), Rain (Madonna), Devil's Haircut (Beck), 99 Problems (Jay-Z), Free Your Mind (En Vogue), Criminal (Fiona Apple), Can't Stop (Red Hot Chili Peppers), Faint (Linkin Park) e Speed of Sound (Coldplay). Molti altri hanno ricevuto nomination. Nel 1997 Romanek diventò il primo regista a ricevere il primo VMA Video Vanguard Award per il suo contributo ai media. Due suoi video musicali, quelli per Closer dei Nine Inch Nails e Bedtime Story di Madonna, sono diventati parte della collezione permanente del Museum of Modern Art di New York.

### Carriera cinematografica e pubblicitaria

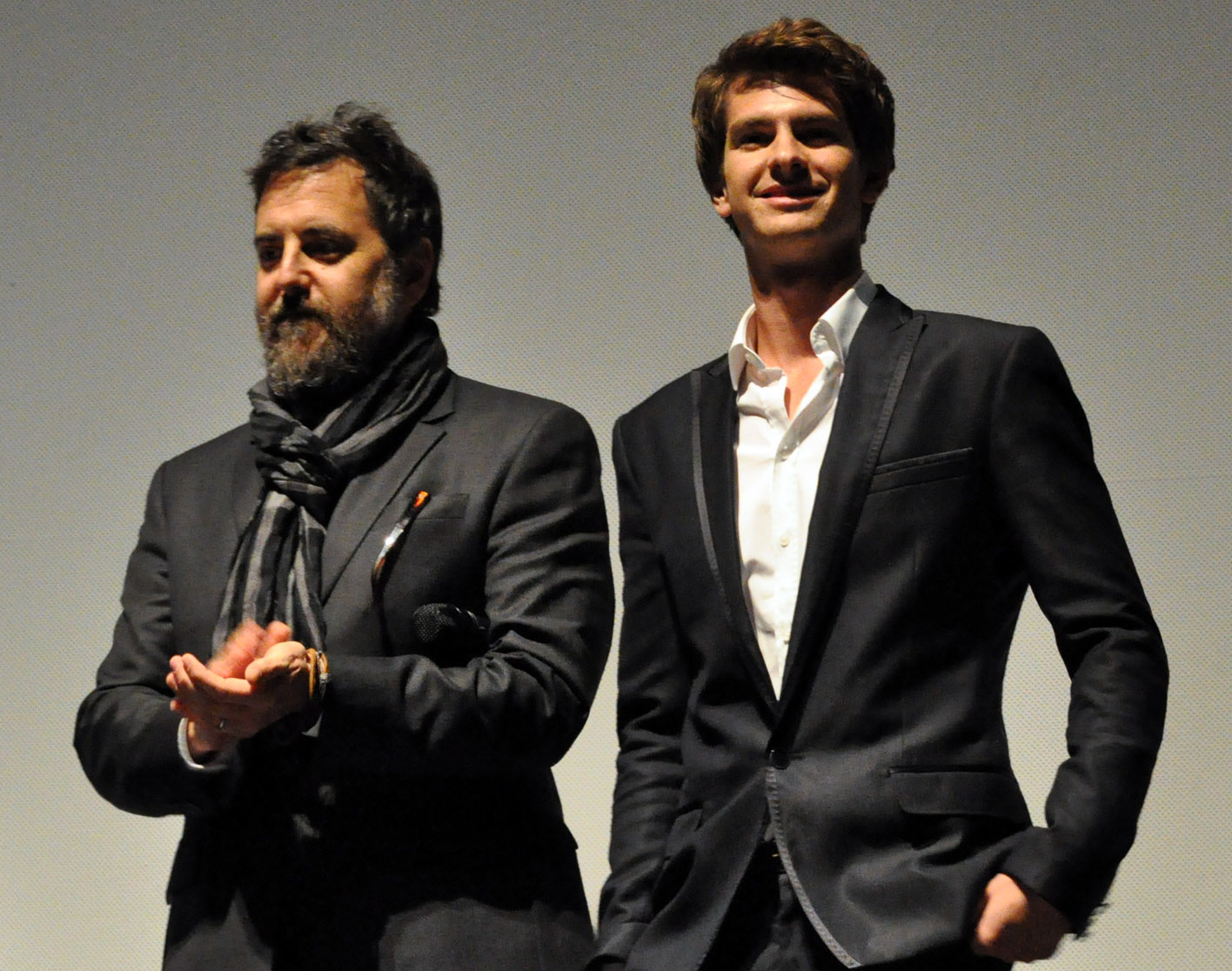
Mark Romanek (a sinistra) con Andrew Garfield.

Nel 2002 Romanek scrisse e girò il suo secondo lungometraggio, One Hour Photo, con Robin Williams nel ruolo principale di un fotografo per grandi magazzini che diventa ossessionato per una famiglia attraverso le loro immagini. One Hour Photo ebbe successo moderato, ma ha contribuito a consolidare il lavoro di Romanek nel cinema. Si dice che lo studio di produzione, Fox Searchlight, avesse indotto il regista ad alcuni cambiamenti che hanno drasticamente alterato la sceneggiatura originale del film. Tuttavia Romanek ha dichiarato che il film non ha subito nessun director's cut, e che lo studio non ha operato nessun controllo editoriale. Nel 2005 fu scelto per girare con Tom Hanks una riduzione sul grande schermo del libro A Cold Case e il progetto fallì. Nel dicembre 2008 fu annunciato che avrebbe diretto A Million Little Pieces (tratto dal libro omonimo) ma, per controversie sulla veridicità dei contenuti, ciò non fu mai realizzato.
Romanek ha anche girato spot pubblicitari, per Apple, Acura, Nike, Calvin Klein, American Express, ESPN, Saturn, Honda e Cirque du Soleil. Attualmente è rappresentato, per i suoi spot e videoclip, dalla compagnia Anonymous Content.
Si dice che in questi ultimi tempi stia lavorando al biopic sui primi anni di vita di Marlon Brando. Il film, intitolato Brando, è stato scritto da Ercan Bas.
Nel 2013 è stato contattato per dirigere il prequel di Shining, film capolavoro di Stanley Kubrick del 1980. La sceneggiatura doveva essere firmata da Laeta Kalogridis (Shutter Island), Bradley Fischer (Zodiac) e James Vanderbilt (The Amazing Spider-Man). Il film non è stato ancor'oggi realizzato.

## Filmografia

### Regista
- Static (1985)
- One Hour Photo (2002)
- Non lasciarmi (Never Let Me Go) (2010)
- Loop (Tales from the Loop) – serie TV, episodio 1x01 (2020)

### Sceneggiatore
- Static (1985)
- One Hour Photo (2002)

### Produttore
- Non lasciarmi (2010)
- Loop (Tales from the Loop) – serie TV (2020)

## Video musicali
- Sweet Bird of Truth, The The (1986)
- You Don't Have To Worry, En Vogue (1990)
- Wicked As It Seems, Keith Richards (1992)
- Constant Craving, k.d. lang (1992)
- Free Your Mind, En Vogue (1992)
- Are You Gonna Go My Way, Lenny Kravitz (1993)
- Jump They Say, David Bowie (1993)
- Black Tie White Noise, David Bowie (1993)
- Rain, Madonna (1993)
- Is There Any Love In Your Heart, Lenny Kravitz (1993)
- Closer, Nine Inch Nails (1994)
- Cold Beverage, G. Love & Special Sauce (1994)
- Bedtime Story, Madonna (1995)
- Strange Currencies, R.E.M. (1995)
- Scream, Michael Jackson & Janet Jackson (1995)
- Little Trouble Girl, Sonic Youth (1996)
- Novocaine for the Soul, Eels (1996)
- El Scorcho, Weezer (1996)
- Devil's Haircut, Beck (1996)
- The Perfect Drug, Nine Inch Nails (1997)
- Criminal, Fiona Apple (1997)
- Got 'Til It's Gone, Janet Jackson (1997)
- If You Can't Say No, Lenny Kravitz (1998)
- Do Something, Macy Gray (1999)
- I Try (seconda versione), Macy Gray (1999)
- Sleepwalker, The Wallflowers (2000)
- God Gave Me Everything, Mick Jagger
- Hella Good, No Doubt (2002)
- Cochise, Audioslave (2002)
- Hurt, Johnny Cash (2002)
- Can't Stop, Red Hot Chili Peppers (2003)
- Faint, Linkin Park (2003)
- 99 Problems, Jay-Z (2004)
- Speed of Sound, Coldplay (2005)
- Shake it Off, Taylor Swift (2014)
- Sandcastles, Beyoncé (2016)
- Rescue Me, Thirty Seconds to Mars (2018)